# Буена-Віста (Саскачеван)
Буена-Віста (англ. Buena Vista) — село в канадській провінції Саскачеван за 40 км на північний захід від Реджайни.

## Населення

### Чисельність
| 2001 | 2006 | 2011 | 2016 |
| ---- | ---- | ---- | ---- |
| 397  | 490  | 524  | 612  |